# Vailoatai
Vailoatai – wieś w Samoa Amerykańskim (Dystrykt Zachodni), na wyspie Tutuila. Według danych na rok 2010 liczy 1447 mieszkańców.